# Доцент (персонаж)
Доце́нт (настоящее имя Александр Александрович Белый) — уголовник-рецидивист из фильма «Джентльмены удачи», главарь для Косого и Хмыря. По сюжету фильма, его случайным двойником оказался другой, противоположный по характеру человек — заведующий детским садом Евгений Иванович Трошкин; оба воплощены на экране Евгением Леоновым. В фильме «Джентльмены удачи» артист играл фактически две роли и даже три.

## Краткое описание
Александр Александрович Белый (1926 год рождения, в преступных кругах более известный под кличкой Доцент) — идейный вор, живущий по преступным понятиям. Курит табак, пьёт спиртное, играет в карты и жульничает. Безжалостен и хитёр. Не доверяет логике и здравому смыслу, а живёт чутьём и питает страсть к лёгкой наживе. Хладнокровный убийца.

## Евгений Иванович Трошкин
Евгений Иванович Трошкин практически одного возраста с Доцентом, заведует детским садом № 83 города Москвы. Живёт вместе со своей матерью. Не женат, детей нет. Добрый, очень любит детей.
Прирождённый воспитатель, влюблённый в свою профессию. Мягкий и добродетельный, порядочный человек и законопослушный гражданин. Участник Великой Отечественной войны, гвардеец, участник битвы на Курской дуге. (В это время его антиподу Доценту было около 17 лет, так что он немного его постарше по возрасту.) Награждён орденами и медалями (две медали «За отвагу», медаль «За боевые заслуги», орден Отечественной войны II степени и орден Красного Знамени). Некурящий и непьющий.
Ввиду своего внешнего сходства с опасным рецидивистом А. А. Белым соглашается на оперативную комбинацию, разработанную и предложенную ему сотрудниками милиции с целью возвращения государству объекта исторической важности — шлема Александра Македонского, и вскоре внедряется в преступный мир.

## Крылатые фразы
Фразы и фразеологизмы самого Доцента и Евгения Ивановича Трошкина в его образе вошли во многие словари, сборники, в том числе и в иностранные словари русского сленга, а также исследуются учёными в научно-популярных трудах по филологии.

## История создания персонажа
- Изначальным вариантом сценария предполагалось, что Трошкин был не заведующим детсадом, а сотрудником милиции, под личиной Доцента намеревавшимся сесть в тюрьму и попробовать перевоспитать самых трудных уголовников[36].
- Евгений Леонов, готовясь к съёмкам и вживаясь в роль, посещал Бутырский изолятор и наблюдал за поведением и манерами заключённых[37].
- Один из создателей образа персонажа, режиссёр Александр Серый, сам ранее отбывал наказание в виде лишения свободы[38][39][40].

## Память
- 2001 — памятник Евгению Леонову в образе Трошкина-Доцента напротив киностудии «Мосфильм» в Москве[41].
- 2006 — памятник Доценту, Косому, Василию Алибабаевичу и верблюду Васе в центре Тараза[42].